# Gerstaeckerus opacicollis
Gerstaeckerus opacicollis es una especie de coleóptero de la familia Endomychidae.

## Distribución geográfica
Habita en Laos.